# Olympische Sommerspiele 1920/Schwimmen – 100 m Rücken (Männer)
Der Schwimmwettkampf über 100 Meter Rücken der Männer bei den Olympischen Spielen 1920 in Antwerpen wurde am 22. und 23. August ausgetragen.

## Rekorde
Vor Beginn der Olympischen Spiele waren folgende Rekorde gültig.
| Weltrekord         | 1:15,6 min | Otto Fahr    | Magdeburg, Deutsches Reich | 29. April 1912 |
| Olympischer Rekord | 1.20,8 min | Harry Hebner | Stockholm, Schweden        | 10. Juli 1912  |

Folgende neue Rekorde wurden aufgestellt:
| Weltrekord         | 1:14,8 min | Warren Kealoha  | Halbfinale 2 |
| Olympischer Rekord | 1:17,8 min | Raymond Kegeris | Halbfinale 1 |

## Ergebnisse

### Vorläufe
Die zwei ersten Athleten eines jeden Laufs sowie der zeitschnellste Drittplatzierte beider Läufe qualifizierten sich für das Finale.
Lauf 1
| Rang | Athlet           | Nation             | Zeit       | Anm.  |
| ---- | ---------------- | ------------------ | ---------- | ----- |
| 1    | Raymond Kegeris  | Vereinigte Staaten | 1:17,8 min | Q, OR |
| 2    | Harold Kruger    | Vereinigte Staaten | 1:19,0 min | Q     |
| 3    | Gaspard Lemaire  | Belgien            | 1:28,0 min |       |
| 4    | Asbjørn Wang     | Norwegen           | 1:28,2 min |       |
| 5    | Henri Matter     | Frankreich         | unbekannt  |       |
| 6    | George Robertson | Großbritannien     | unbekannt  |       |

Lauf 2
| Rang | Athlet            | Nation             | Zeit       | Anm.  |
| ---- | ----------------- | ------------------ | ---------- | ----- |
| 1    | Warren Kealoha    | Vereinigte Staaten | 1:14,8 min | Q, WR |
| 2    | Gérard Blitz      | Belgien            | 1:18,6 min | Q     |
| 3    | Perry McGillivray | Vereinigte Staaten | 1:20,4 min | q     |
| 4    | Per Holmström     | Schweden           | 1:26,0 min |       |
| 5    | George Webster    | Großbritannien     | unbekannt  |       |
| 6    | Daniel Lehu       | Frankreich         | unbekannt  |       |

### Finale
| Rang | Athlet            | Nation             | Zeit       |
| ---- | ----------------- | ------------------ | ---------- |
| 1    | Warren Kealoha    | Vereinigte Staaten | 1:15,2 min |
| 2    | Raymond Kegeris   | Vereinigte Staaten | 1:16,8 min |
| 3    | Gérard Blitz      | Belgien            | 1:19,0 min |
| 4    | Perry McGillivray | Vereinigte Staaten | 1:19,4 min |
| —    | Harold Kruger     | Vereinigte Staaten | unbekannt  |